# ユームザイン
ユームザイン (Youmzain) とはアイルランドで生産された競走馬である。ユームゼインと表記される場合もある。主な勝ち鞍は2006年のオイロパ賞と2008年のサンクルー大賞。また、2007年から2009年にかけて、3年連続で凱旋門賞で2着という珍しい記録も持ち合わせている。

## 経歴

### 2005年（2歳）・2006年（3歳）
6月に競走馬デビュー戦迎えたが9着で、次走は3着となり、3戦目で初勝利を挙げたが、その後は休養に入った。
休養を終えて、4月の復帰戦で勝利すると、続く重賞競走初挑戦となるダービートライアルステークス（G2）ではディラントーマスに敗れての3着となり、続くキングエドワード7世ステークス（G2）ではペイパルブルに敗れて大差での最下位となる9着となるなど重賞戦線では勝利できなかったが、7月にバーレーントロフィー（L）を制して2勝目を挙げた。続くグレートヴォルティジュールステークス（G2）では2着となったレッドロックスからアタマ差で先着して連勝で重賞競走初勝利を挙げた。秋の初戦のニエル賞（G2）ではレイルリンクに敗れての2着で、次はドイツに遠征しG1競走初挑戦となったオイロパ賞に出走し、レースでは2着となったエガートンに半馬身差をつけて勝利し、G1競走初勝利を挙げた。そしてその後は休養に入った。

### 2007年（4歳）
古馬となってからは各地のG1競走を走ることになり、初戦はドバイ遠征を行ってドバイシーマクラシックに出走し、ヴェンジェンスオブレインに敗れての3着、次はアイルランドに移動しタタソールズゴールドカップに出走したがノットナウケートに敗れて3着、サンクルー大賞は5着、そしてキングジョージ6世&クイーンエリザベスステークスでは勝ったディラントーマスから4馬身差をつけられての2着となるなど好走したが勝利はできなかった。その後休養を挟み、秋の初戦のバーデン大賞はキジャーノに敗れて4着、第86回凱旋門賞では勝ったディラントーマスからアタマ差の2着となるが秋も勝利はできずこの年は未勝利だった。

### 2008年（5歳）
前年に続きドバイシーマクラシックに出走したが5着、コロネーションカップではソルジャーオブフォーチュンに敗れて2着、そして2年連続出走となったサンクルー大賞では、前走で敗れているソルジャーオブフォーチュンから半馬身差で先着し、約1年9ヶ月ぶりに勝利し、G1競走2勝目を挙げた。同じく2年連続出走となったキングジョージ6世&クイーンエリザベスステークスではデュークオブマーマレードに敗れて3着だった。第87回凱旋門賞では勝ったザルカヴァから2馬身差の2着となり、2年連続で凱旋門賞で2着となった。

### 2009年（6歳）
休養を終え、3年連続でドバイシーマクラシックに出走したが惜しくも4着だった。続くコロネーションカップでは1番人気に推されたが、アスクのハナ差の2着に敗れた。その後、連覇を懸けて挑んだサンクルー大賞では3着に終わった。続くバーデン大賞でも3着だった。そして本番の第88回凱旋門賞では勝ったシーザスターズの2着、3年連続2着となった。その後、香港に遠征し12月の香港ヴァーズに出走したが10着と大敗した。

### 2010年（7歳）
休養を終え、4年連続でドバイシーマクラシックに出走したが8着と惨敗した。続くコロネーションカップでは4着に終わった。サンクルー大賞ではプリュマニアの2着、キングジョージ6世&クイーンエリザベスステークスではハービンジャーの3着であった。4年連続出走となった第89回凱旋門賞では見せ場なく10着と大敗した。このレースを最後に現役を引退し、種牡馬入りした。繋養先はフランスで、種付料は3000ユーロ。

## 年度別競走成績
- 2005年（2歳） 3戦1勝
- 2006年（3歳） 7戦4勝
  - 1着 オイロパ賞（G1）、グレートヴォルティジュールステークス（G2）
  - 2着 パリ大賞（G1）、ニエル賞（G2）
- 2007年（4歳） 6戦0勝
  - 2着 凱旋門賞（G1）、キングジョージ6世&クイーンエリザベスステークス（G1）
  - 3着 ドバイシーマクラシック（G1）、タターソールズゴールドカップ（G1）
- 2008年（5歳） 5戦1勝
  - 1着 サンクルー大賞（G1）
  - 2着 凱旋門賞（G1）、コロネーションカップ（G1）
  - 3着 キングジョージ6世&クイーンエリザベスステークス（G1）
- 2009年（6歳） 6戦0勝
  - 2着 コロネーションカップ（G1）、凱旋門賞（G1）
  - 3着 サンクルー大賞（G1）
  - 3着 バーデン大賞（G1）
- 2010年（7歳） 5戦0勝
  - 2着 サンクルー大賞（G1）
  - 3着 キングジョージ6世&クイーンエリザベスステークス（G1）

## 血統表
| ユームザインの血統ダンジグ系／Northern Dancer 5×3×4=21.88% | ユームザインの血統ダンジグ系／Northern Dancer 5×3×4=21.88% | ユームザインの血統ダンジグ系／Northern Dancer 5×3×4=21.88% | （血統表の出典）  | （血統表の出典） |
| 父 Sinndar 1997 鹿毛                                       | 父の父Grand Lodge 1991 栗毛                                | Chief's Crown                                              | Danzig            | Danzig           |
| 父 Sinndar 1997 鹿毛                                       | 父の父Grand Lodge 1991 栗毛                                | Chief's Crown                                              | Six Crowns        |                  |
| 父 Sinndar 1997 鹿毛                                       | 父の父Grand Lodge 1991 栗毛                                | La Papagena                                                | Habitat           | Habitat          |
| 父 Sinndar 1997 鹿毛                                       | 父の父Grand Lodge 1991 栗毛                                | La Papagena                                                | Magic Flute       |                  |
| 父 Sinndar 1997 鹿毛                                       | 父の母Shamawna 1989 鹿毛                                   | Lashkari                                                   | Mill Reef         | Mill Reef        |
| 父 Sinndar 1997 鹿毛                                       | 父の母Shamawna 1989 鹿毛                                   | Lashkari                                                   | Larannda          |                  |
| 父 Sinndar 1997 鹿毛                                       | 父の母Shamawna 1989 鹿毛                                   | Sidama                                                     | Top Ville         | Top Ville        |
| 父 Sinndar 1997 鹿毛                                       | 父の母Shamawna 1989 鹿毛                                   | Sidama                                                     | Stoyana           |                  |
| 母 Sadima 1998 黒鹿毛                                      | 母の父Sadler's Wells 1981 鹿毛                             | Northern Dancer                                            | Nearctic          | Nearctic         |
| 母 Sadima 1998 黒鹿毛                                      | 母の父Sadler's Wells 1981 鹿毛                             | Northern Dancer                                            | Natalma           |                  |
| 母 Sadima 1998 黒鹿毛                                      | 母の父Sadler's Wells 1981 鹿毛                             | Fairy Bridge                                               | Bold Reason       | Bold Reason      |
| 母 Sadima 1998 黒鹿毛                                      | 母の父Sadler's Wells 1981 鹿毛                             | Fairy Bridge                                               | Special           |                  |
| 母 Sadima 1998 黒鹿毛                                      | 母の母Anima 1989 鹿毛                                      | Ajdal                                                      | Northern Dancer   | Northern Dancer  |
| 母 Sadima 1998 黒鹿毛                                      | 母の母Anima 1989 鹿毛                                      | Ajdal                                                      | Native Partner    |                  |
| 母 Sadima 1998 黒鹿毛                                      | 母の母Anima 1989 鹿毛                                      | Cocotte                                                    | Troy              | Troy             |
| 母 Sadima 1998 黒鹿毛                                      | 母の母Anima 1989 鹿毛                                      | Cocotte                                                    | Gay Milly F-No.11 |                  |

- 半弟Creachadoirは2008年ロッキンジステークス優勝馬。
- そのほかの主な近親にピルサドスキー、ファインモーション、レッドキングダム、ヨカヨカ。詳細はゲイリー_(競走馬)#ファミリーラインを参照。